# نروجین اسپریت
نروجین اسپریت (به انگلیسی: Norwegian Spirit) یک کشتی است که طول آن ۸۷۹ فوت (۲۶۷٫۹۲ متر) و ارتفاع آن ۱۶۳ فوت (۴۹٫۶۸ متر) می‌باشد. این کشتی در سال ۱۹۹۸ ساخته شد.